# Kōtoku-in
Kōtoku-in (高徳院) är ett rena land-buddhistiskt tempel i Kamakura, Japan. Templet är framför allt känt för sin väldiga, 13,35 meter höga och runt 93 ton tunga, staty av Amitabha skapad på 1200-talet, som är en av Japans mest kända.

## Buddhastatyn
Kamakuras stora Buddha är en monumental bronsstaty, stående utomhus, troligen påbörjad 1252, eftersom det från detta år finns anteckningar i templets arkiv om byggandet av en staty i brons på initiativ av prästen Joko, som även samlade in de medel som behövdes för byggandet. One-Goroemon och Tanji-Hisatomo anlitades som skulptörer. Det är dock oklart om denna staty är den som står där i dag. Statyn byggdes i ett tempel av trä som spolades bort i en tsunami under Muromachiperioden i slutet av 1400-talet, och sedan dess står den i det fria. Den reparerades 1960-1961, då nacken sträcktes och man vidtog åtgärder för att skydda den från jordbävningar.
Statyn är ihålig, och besökare tillåts gå in den.
I flera av verserna som föregår de första kapitlen i romanen Kim av Rudyard Kipling omskrivs statyn som "Buddhan i Kamakura".

### Detaljer
- Vikt: 93 ton
- Höjd: 13,35 m
- Ansiktets längd: 2,35 m
- Ögats längd: 1,0 m
- Munnens längd: 0,82 m
- Örats längd: 1,90 m
- Avstånd mellan knäna: 9,10 m
- Tummens omkrets: 0,85 m